# A touch of Don Williams
A touch of Don Williams is een muziekalbum van Don Williams uit 1980. Het is een verzamelalbum van nummers die hij eerder had uitgebracht op singles en elpees.
Het album werd in België, Nederland en verschillende andere West-Europese landen uitgebracht door HEP, een sublabel van K-Tel. In Nederland bereikte het ook de LP Top 50, met nummer 3 als hoogste notering.

## Nummers
| Nummer | Naam                                     | Duur | Opmerkingen |
| ------ | ---------------------------------------- | ---- | ----------- |
| A1     | You're my best friend                    | 3:04 |             |
| A2     | It must be love                          | 2:19 |             |
| A3     | (Turn out the light and) Love me tonight | 2:18 |             |
| A4     | She's in love with a rodeo man           | 3:05 |             |
| A5     | Where are you                            | 2:58 |             |
| A6     | Atta way to go                           | 2:48 |             |
| A7     | Don't you believe                        | 2:38 |             |
| A8     | Where the Arkansas river leaves Oklahoma | 3:58 |             |
| A9     | Amanda                                   | 2:50 |             |
| B1     | Love me over again                       | 2:57 |             |
| B2     | I recall a gypsy woman                   | 3:31 |             |
| B3     | Say it again                             | 2:57 |             |
| B4     | Down the road I go                       | 3:10 |             |
| B5     | Lay down beside me                       | 2:52 |             |
| B6     | We should be together                    | 2:35 |             |
| B7     | Fly away                                 | 2:14 |             |
| B8     | I'm just a country boy                   | 2:52 |             |
| B9     | Some broken hearts never mend            | 2:33 |             |